# Monarca de Lesson
El monarca de Lesson (Mayrornis lessoni) és una espècie d'ocell de la família dels monàrquids. És endèmica de Fiji. El seu hàbitat natural són els boscos de plana humits tropicals o subtropicals.